# Уральская область (РСФСР)
Ура́льская область — административно-территориальная единица РСФСР (СССР), существовавшая с 1923 года по 1934 год.
Областной центр — город Свердловск.

## История
В 1923 году в СССР началась реформа по укрупнению единиц административно-территориального деления.
Губернии, уезды, волости были упразднены, вместо них созданы области (края), округа и районы.
Уральская область образована Постановлением ВЦИК от 3 ноября 1923 года из Пермской, Екатеринбургской, Челябинской и Тюменской губерний. Центром области стал Екатеринбург (с 1924 года Свердловск).
На момент образования площадь области равнялась 1 млн 659 тысяч км², население 6 млн 380 тысяч человек.
Структура области была утверждена 12 ноября 1923 года постановлением ВЦИК.
После ликвидации постановлением ВЦИК от 3 ноября 1923 года Тюменской губернии на её территории были образованы Ишимский, Тобольский и Тюменский округа, включённые в состав Уральской области. При этом уезды и волости были ликвидированы, округа поделены на районы. К 1926 году на территории перечисленных округов было 37 районов и 787 сельсоветов.
Постановлением ЦИК СССР от 26 февраля 1925 года был образован Коми-Пермяцкий национальный округ, в состав которого вошли 6 районов Верхне-Камского округа.
4 ноября 1926 года ВЦИК утвердил деление Уральской области на округа и районы.
В 1925—1929 годах в Уральской области было образовано 4 национальных района и 128 национальных сельских советов, было расформировано 88 районов, образовано 13 новых. Были также созданы 9 городов, 4 посёлка и 171 район. Города Златоуст, Кизел, Магнитогорск, Надеждинск, Нижний Тагил, Пермь, Свердловск, Тюмень, Челябинск и посёлок Чусовской были непосредственно подчинены облисполкому.
17 января 1934 года Постановлением ВЦИК Уральская область была разделена на три области — Свердловскую с центром в городе Свердловске, Челябинскую с центром в городе Челябинске и Обско-Иртышскую с центром в городе Тюмени.

## Административное деление
В 1927 году область состояла из 16 округов: Верхне-Камского, Златоустовского, Ирбитского, Ишимского, Коми-Пермяцкого, Кунгурского, Курганского, Пермского, Сарапульского, Свердловского, Тагильского, Тобольского, Троицкого, Тюменского, Челябинского, Шадринского и 210 районов. Структура и состав области несколько раз корректировались, изменялось число округов.
| Название округа | Центр        | Годы существования |
| --------------- | ------------ | ------------------ |
| Златоустовский  | Златоуст     | 1923—1930          |
| Ирбитский       | Ирбит        | 1923—1930          |
| Ишимский        | Ишим         | 1923—1930          |
| Кунгурский      | Кунгур       | 1923—1930          |
| Курганский      | Курган       | 1923—1930          |
| Пермский        | Пермь        | 1923—1930          |
| Сарапульский    | Сарапул      | 1923—1930          |
| Свердловский    | Свердловск   | 1923—1930          |
| Тагильский      | Нижний Тагил | 1923—1930          |
| Тобольский      | Тобольск     | 1923—1932          |
| Троицкий        | Троицк       | 1923—1930          |
| Тюменский       | Тюмень       | 1923—1930          |
| Челябинский     | Челябинск    | 1923—1930          |
| Шадринский      | Шадринск     | 1923—1930          |

8 августа 1930 года округа были ликвидированы (за исключением Тобольского), основной административной единицей стал район. Постановлением Президиума ВЦИК от 10 декабря 1930 года на севере Тобольского округа были образованы Остяко-Вогульский и Ямальский (Ненецкий) национальные округа. Одновременно началась ликвидация туземных советов и замена их территориальными.
На 1 октября 1931 года в области имелось:
- национальных округов — 3:
  - Коми-Пермяцкий национальный округ (с. Кудымкар)
  - Остяко-Вогульский национальный округ (с. Самарово)
  - Ямальский (Ненецкий) национальный округ (с. Обдорск)
- районов — 163
- сельсоветов — 3185
- городов — 33, в том числе выделенных в самостоятельные административно-хозяйственные единицы — 10:
  - г. Свердловск — 223 335 жит., с подчинёнными сельсоветами — 260 760 жит.
  - г. Пермь — 122 712 жит., с подчинёнными сельсоветами — 186 349 жит.
  - г. Челябинск — 116 889 жит., с подчинёнными сельсоветами — 190 989 жит.
  - г. Златоуст — 75 029 жит., с подчинёнными сельсоветами — 82 329 жит.
  - г. Магнитогорск — 64 098 жит., с подчинёнными сельсоветами — 78 498 жит.
  - г. Нижний Тагил — 59 483 жит., с подчинёнными сельсоветами — 89 717 жит.
  - г. Тюмень — 57 970 жит.
  - г. Молотово — 53 194 жит.
  - г. Лысьва — 50 663 жит., с подчинёнными сельсоветами — 56 163 жит.
  - г. Кизел — 23 350 жит., с подчинёнными сельсоветами — 39 079 жит.
- рабочих посёлков — 80, в том числе выделенных в самостоятельные административно-хозяйственные единицы — 5:
  - рп Асбест — 29 660 жит.
  - рп Кыштым — 26 669 жит., с подчинёнными сельсоветами — 28 069 жит.
  - рп Красноуральск — 17 308 жит., с подчинёнными сельсоветами — 18 208 жит.
  - рп Калата — 10 122 жит., с подчинёнными сельсоветами — 10 922 жит.
  - рп Карабаш — 8348 жит., с подчинёнными сельсоветами — 16 700 жит.
- сельских населённых пунктов — 29 774

На 1 января 1931 года проживало 7 785 000 чел., городское население — 2 060 300 чел. (26,5 %), плотность — 4,3 чел/км², площадь — 1 804 100 км². Крупными населёнными пунктами были также:
- г. Надеждинск — 45 883 жит.
- г. Троицк — 38 930 жит.
- г. Курган — 35 655 жит.
- рп Чусовской — 32 040 жит.
- г. Сарапул — 29 624 жит.
- рп Воткинск — 28 179 жит.
- г. Кунгур — 24 602 жит.
- г. Тобольск — 23 544 жит.
- г. Алапаевск — 22 421 жит.
- г. Шадринск — 21 464 жит.
- г. Миасс — 20 141 жит.

20 июня 1933 года постановлением ВЦИК ликвидированы Надеждинский и Тюменский районы Уральской области, Александровский район возвращён из Уральской области в Западно-Сибирский край, центр Нижне-Туринского района перенесён из рабочего посёлка Нижней Туры в рабочий посёлок Ис, с переименованием района в Исовский.
В конце 1933 года площадь Уральской области составляла 1 млн 896 тысяч км², область состояла из 3 национальных округов, 116 районов, 15 городов и 1 рабочего посёлка областного значения, 3129 сельских советов, 41 города и 100 рабочих посёлков районного значения.
17 января 1934 года Постановлением ВЦИК Уральская область разделена на три области — Свердловскую с центром в городе Свердловске, Челябинскую область с центром в городе Челябинске и Обско-Иртышскую область с центром в городе Тюмени — в связи с невозможностью управления столь обширной территорией.

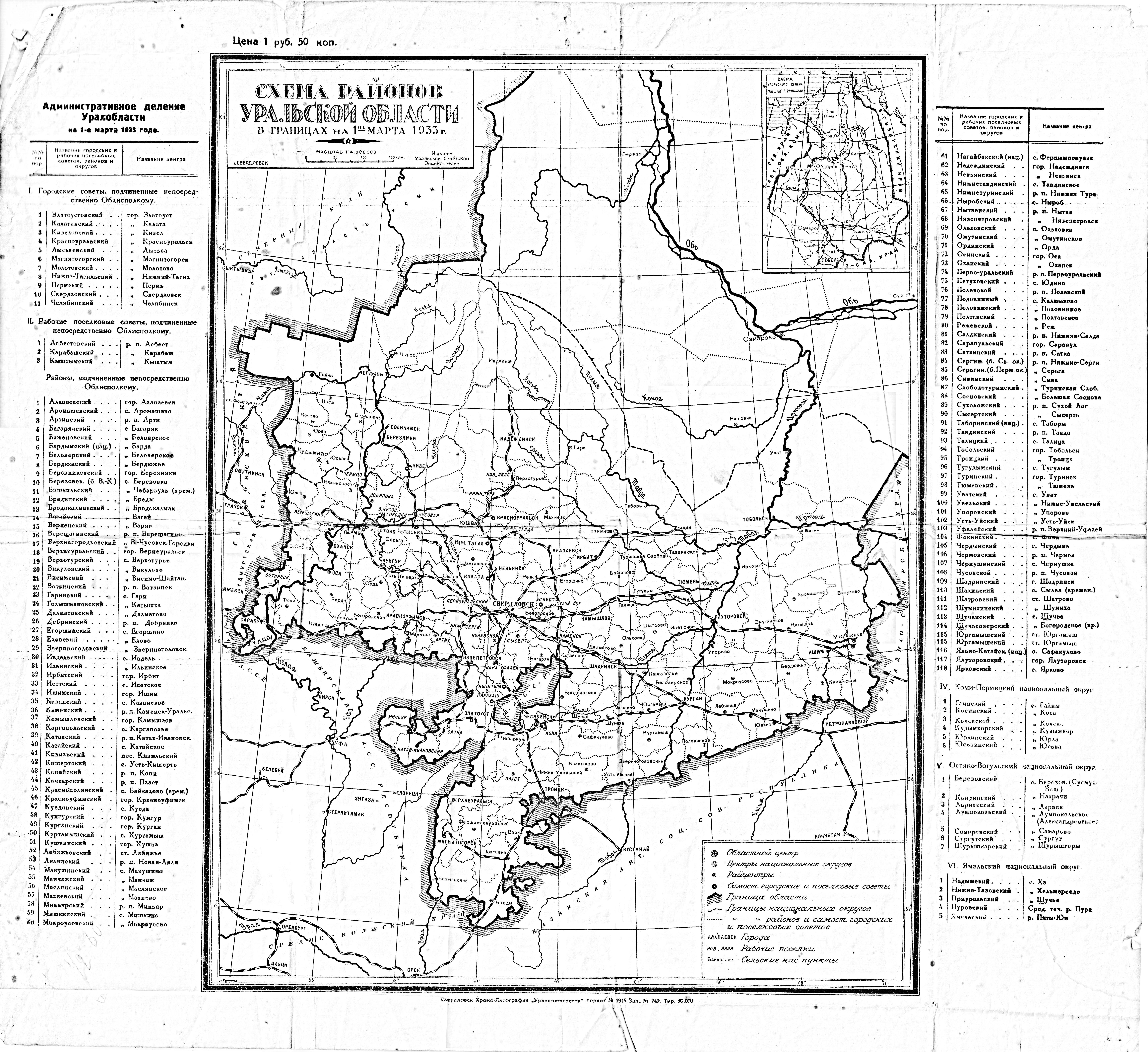
Схема районов Уральской области на 1 марта 1933 года

Структура Уральской области имела специфические характеристики:
- область не была внутренне единой: в её южной части находился анклав Башкирской АССР — Аргаяшский кантон;
- территория области была вытянута с юга на север и по уровню освоенности делилась на две различные части — Тобольский Север и промышленный юг;
- границы не обладали изначально запланированными ясностью и обоснованностью, а были изрезанными, нередко вдающимися в территорию области, не всегда чётко определёнными в южной части и почти прямолинейные на севере, внутренние границы (окружные) также постоянно менялись, что болезненно отражалось на хозяйстве[13].

## Руководители области

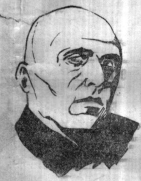
Л. Е. Гольдич. Член аппарата Уральского облисполкома советов. Директор Уралоблплана. Председатель Уралоблсовнархоза. Первый заместитель председателя Уральского облисполкома советов

### Первые секретари Уральского обкома РКП(б)-ВКП(б)
- Харитонов Моисей Маркович (декабрь 1923 — июль 1925)
- Антипов Николай Кириллович (июль 1925 — март 1926)
- Сулимов Даниил Егорович (март 1926 — март 1927)
- Шверник Николай Михайлович (март 1927 — январь 1929)
- Кабаков Иван Дмитриевич (январь 1929 — январь 1934)

### Председатели Уральского облисполкома
- Сулимов Даниил Егорович (декабрь 1923 — март 1926)
- Локацков Филипп Иванович (март 1926 — февраль 1928)
- Кабаков Иван Дмитриевич (апрель 1928 — апрель 1929)
- Ошвинцев Михаил Константинович (апрель 1929 — ноябрь 1933)
- Головин Василий Фёдорович (ноябрь 1933 — январь 1934)